# Premios Emmy Internacional
Los Premios Emmy Internacional (en inglés: International Emmy Awards), forman parte de la amplia gama de premios Emmy al mérito artístico y técnico para la industria televisiva. Otorgados por la Academia Internacional de Artes y Ciencias de la Televisión (IATAS), con sede en Nueva York, los premios Emmy internacionales se otorgan en reconocimiento a los mejores programas de televisión inicialmente producidos y transmitidos fuera de los Estados Unidos. Los premios se entregan en la Gala de los Premios Emmy Internacionales, que se celebra anualmente en noviembre en la ciudad de Nueva York. Atrae a más de 1.200 profesionales de la televisión. La primera ceremonia de los Emmy internacionales fue celebrada el 1973, ampliando lo que originalmente era un premio Emmy exclusivo para los Estados Unidos.

## Historia
Cuando se llevó a cabo la primera ceremonia de los premios Emmy el 25 de enero de 1949, solo reconocía la programación producida en los Estados Unidos.
Fundada en 1969, la Academia Internacional de Artes y Ciencias de la Televisión es una organización de membresía sin fines de lucro, con sede en la ciudad de Nueva York, compuesta por figuras líderes del entretenimiento en todos los sectores de la industria de la televisión, de más de cincuenta países. Forma parte de la Academia de Artes y Ciencias de la Televisión (NATAS); sin embargo, opera bajo su propia junta directiva con un enfoque global. En la actualidad, también reconoce la excelencia en la programación de EE. UU. con una categoría de mejor programa estadounidense en un idioma distinto del inglés.
Los primeros Premios Emmy Internacionales, como los conocemos hoy, se llevaron a cabo en 1973, y fueron organizados por Ralph Baruch en una ceremonia celebrada en el Hotel Plaza de la ciudad de Nueva York. Al evento asistieron unos 200 invitados.
Actualmente, los premios se entregan en la Gala de los Premios Emmy Internacionales. Celebrada cada año en noviembre en el Hotel Hilton de la ciudad de Nueva York, la Gala atrae a más de 1000 figuras importantes de la radiodifusión, el entretenimiento y los medios de comunicación de todo el mundo. La Academia Internacional también presenta los premios Emmy de noticias y actualidad y los Premios Emmy Kids Internacionales, entregado anualmente en Miptv en Cannes. Estos son los únicos premios Emmy presentados fuera de los Estados Unidos.

## Reglas y reglamento
La Academia Internacional de Artes y Ciencias de la Televisión (IATAS) organiza competiciones en varias áreas distintivas: categorías de niños (presentadas en abril en MIPtv), categorías de noticias (presentadas en septiembre/octubre en la ciudad de Nueva York) y categorías de programas y actuaciones (presentadas en noviembre en Nueva York).
En general, cualquier organización o persona que no sea de los EE. UU. (como una cadena de televisión, un canal de televisión local o regional, un productor, un director o un escritor) puede presentar un programa, independientemente de si es miembro de la IATAS. Los programas coproducidos entre empresas productoras de EE. UU. y extranjeras pueden ser elegibles si fueron emitieron inicialmente fuera de EE. UU. o si sus fechas de transmisión se produjeron con pocos días de diferencia. Un programa que entra en la competencia internacional no puede participar en ninguna de las nacionales.
Hay tres rondas de evaluación para cada temporada de International Emmy. La ronda preliminar se lleva a cabo en línea en la primavera; la ronda semifinal tiene lugar en el verano y está organizada por miembros de la Academia de todo el mundo; la ronda final tiene lugar solo en septiembre/octubre. Un canal de televisión o sus representantes nunca podrán votar en las categorías en las que compiten. La Academia no participa en el juicio. Quienes evalúan los programas registrados son unos 600 profesionales de la televisión de 40 países. Todo el proceso es auditado por Ernst & Young.

## Categorías de premios
Actualmente, los Premios Internacionales Emmy se dan en las categorías de:

### Categorías de Programacíon y Actuación
Presentado en los Premios Emmy Internacional, en noviembre, la ciudad de Nueva York
- Mejor Actuación de un Actor
- Mejor Actuación de una Actriz
- Mejor Programación de las Artes
- Mejor Series de Comedia
- Mejor Documental
- Mejor Documental Deportivo
- Mejor Series de Drama
- Mejor Serie de Formato Corto
- Mejor Entretenimiento sin guion
- Mejor Telenovela
- Mejor Película de TV / Miniserie
- Mejor Programa Americano en Lengua no Inglesa

### Categorías de Actualidad y Noticias
Presentado en los Premios Emmy de Noticia y Documental en octubre, la ciudad de Nueva York
- Actualidad
- Noticias

### Categorías Infantiles
Presentado en los Premios Emmy Kids Internacional, en febrero, la ciudad de Nueva York
- Premios Emmy Kids: Animación
- Premios Emmy Kids: Factual & Entretenimiento
- Premios Emmy Kids: Película / Serie de Acción Real

### Otras categorías
Además de la presentación de los Emmy Internacionales por programación y actuaciones, la Academia Internacional entrega dos premios especiales: el Premio de los Fundadores (International Emmy Founders Award) y el Premio de la Dirección (International Emmy Directorate Award).
La Fundación de la Academia también presenta el premio anual Sir Peter Ustinov Television Scriptwriting Award para jóvenes escritores de televisión.